# The Vinyl Single Collection
The Vinyl Single Collection – kolekcja singli szwedzkiej grupy muzycznej Hammerfall wydana 22 lutego 2008 przez wytwórnię płytową Nuclear Blast. Składają się na nią cztery 7-calowe płyty winylowe.

## Spis utworów

### Singiel I
- Strona A: "Last Man Standing"
- Strona B: "The Abyss / Restless Soul"

### Singiel II
- Strona A: "Hammerfall V2.0.07"
- Strona B: "Heeding The Call"

### Singiel III
- Strona A: "Renegade"
- Strona B: "Hearts On Fire"

### Singiel IV
- Strona A: "Blood Bound"
- Strona B: "Natural High"